# Karlskron
Karlskron est une commune de Bavière (Allemagne), située dans l'arrondissement de Neuburg-Schrobenhausen, dans le district de Haute-Bavière.

## Histoire
La commune de Karlskron fut fondée en 1791 par le prince électeur Charles Théodore de Bavière. Elle fut édifiée sur des terrains gagnés sur les marais du Danube dont on a commencé l'assèchement en 1790.